# Fuggerau

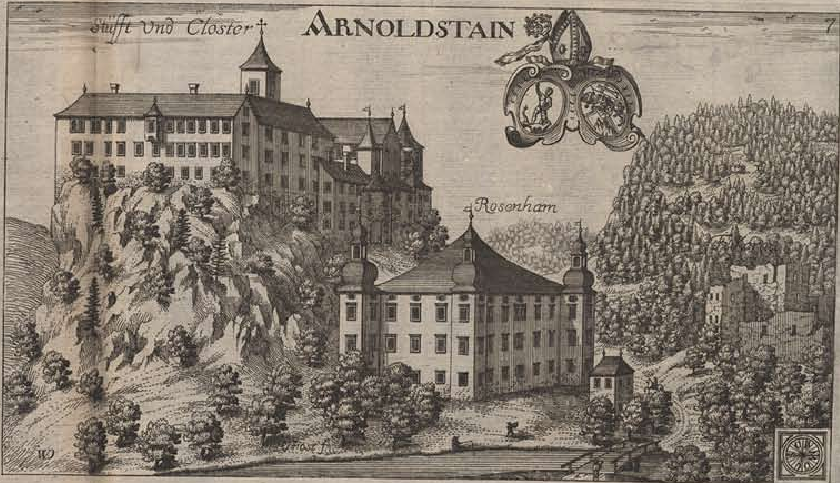
Vista de Arnoldstein en 1688, obra de Valvasor. El monasterio se muestra a la izquierda, el castillo de Rosenheim en el centro y las ruinas de Fuggerau a la derecha

Fuggerau fue una planta dedicada a la fundición de metales y el procesado de mineral que la familia Fugger construyó cerca de Arnoldstein.

## Topónimo
No hay consenso sobre si el topónimo Fuggerau se debe necesariamente a la familia Fugger, dado que el nombre Fugger está documentado en el área antes de 1495, sin ninguna conexión con la familia de Augsburgo.

## Instalaciones y operaciones

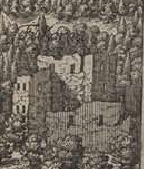
Detalle de las ruinas

El Fuggerau fue una combinación de Saigerhütten (instalaciones para la separación química de minerales), molinos hidráulicos, fundiciones de latón y de cañones. El complejo estuvo defendido por una fortaleza custodiada con cañones pesados  de fabricación propia, así como 261 rifles según un manifiesto de 1504. La fundición de metales estaba ubicada dentro del recinto fortificado mientras que los martillos de latón, ya que necesitaban la energía hidráulica, se ubicaban en el valle, probablemente en el Gailitz.  
El Fuggerau era una ubicación clave para el procesamiento de minerales extraídos en el área pero también de otras explotaciones mineras vecinas. El cobre era principalmente procedente de la Ungarischer Handel, la rica explotación en la actual Banská Bystrica (entonces en la Alta Hungría) en la que los Fugger tenían intereses. El material era obtenido en Hungría, con condiciones fiscalmente ventajosas, y transportado a través de una importante ruta de transporte fluvial y terrestre hasta Fuggerau para la separación del cobre. Las instalaciones también se suministraban de los cercanos yacimientos cupríferos de Schwaz, lo que hacía que la fundición permitiera a los Fugger tener un papel central en dos de las principales fuentes de cobre de Europa Central. Su éxito fue seguido por otro proyecto de los Fugger en Hohenkirchen (Turingia) que permitió a los Fugger dominar el mercado europeo del cobre.
El cobre obtenido en Fuggerau se vendía principalmente en Venecia. Más allá del uso local en la república de Venecia, la ciudad italiana era un emporio comercial que centralizaba tráficos con el Mediterráneo Oriental, siendo los productos de cobre una exportación occidental relevante para equilibrar la compra de productos orientales como especias. La producción de Fuggerau era una de las principales fuentes del metal para este comercio. Fuggerau no solo producía mineral en bruto sino que era una fábrica de productos manufacturados de cobre y latón. Particularmente, la fabricación de cañones, un arma en auge durante el siglo XVI, fue una lucrativa y estratégica actividad de Fuggerau.
La obtención del cobre requería procesos auxiliares adicionales. Durante el período de 1527 a 1546, se han documentados 33 galerías vinculadas a los Fugger para extraer plomo cerca de Fuggerau y de Bleiberg. El plomo era un insumo para los procesos de separación empleados para separar el cobre de otros minerales. El proceso de separación también requería acceso a bosques para generar el carbón vegetal que se empleaba como combustible.
Finalmente, cabe destacar que los minerales de cobre de lugares como Schwaz incluían fracciones de plata que gracias al proceso de separación se podían recuperar. La comercialización de los remanentes de plata logrados como subproductos de la obtención del cobre fueron una importante adición a los negocios de los Fugger. Según Pölnitz, Fuggerau también procesó mineral de oro de Klieming, en lo que se ha interpretado como un error tipográfico por Kliening.

## Historia

### Construcción
El Fuggerau fue construido por los hermanos Ulrich, Georg y Jakob a partir de 1495 sobre terrenos adquiridos a la abadía de Arnoldstein. Esto se hizo con el permiso expreso de la diócesis de Bamberg, propietaria del monasterio y con la que los Fugger tenían ya vínculos comerciales por su presencia en Franconia. La venta incluía disposiciones sobre derechos sobre el agua, la propiedad de la tierra, derecho de embargo, todo ello en prenda del monasterio y la diócesis de Bamberg, a cambio de lo que el monasterio a su vez recibió una compensación. Además, se incluía el derecho a talar madera a voluntad del prestatario, así como a cazar y pescar dentro de ciertos límites. En 1496 se realizaron más compras de propiedades y nuevas prendas. A los Fugger también se les permitió ejercer la baja justicia en el castillo, mientras que la alta justicia permaneció en manos del vicedom de Bamberg para Carintia.

### Etapa inicial
El primer factor empleado por la Fuggersche Compagnie fue Hans Fugger del Gamo, primo de Jakob el Rico, que murió aquí en 1503. La fundición fue altamente rentable y entre 1495 y 1504 se exportaron a Venecia 50.000 quintales venecianos de cobre y 22.000 marcos vieneses de plata. Tal éxito atrajo los intentos de otros magnates de la minería de acabar con el predominio de los Fugger en el sector del cobre, animando a los monarcas vecinos a cancelar los contratos con los Fugger o tomar el control de Fuggerau.
El emperador Maximiliano I, señor de los estados que rodeaban el Fuggerau, trató en 1504 de restringir el proceso de separación Saiger para proteger la minería de plata de sus dominios tiroleses. Las medidas hicieron que la instalación aumentara el uso del cobre húngaro y, particularmente, su desarrollo como fábrica de productos de bronce y latón.

### El apogeo de los Fugger
Hans Fugger fue sucedido por el yerno de Georg Fugger, Christoph Hering. Fue sucedido por Jobst Zeller, también casado con una Fugger del Gamo. Fuggerau se vio afectado por las guerras italianas, cuando un revés militar de Maximiliano I llevó a la ocupación de la zona por Venecia. Dada la fabricación de armas de fuego y artillería en el emplazamiento, este era un objetivo de relevancia militar. Maximiliano libró la guerra de la Liga de Cambrai donde logró recuperar los territorios en disputa y Zeller fue despedido porque se le consideraba responsable de que los venecianos "hubieran logrado robar armas de Fuggerau durante su guerra con la Liga de Cambrai".
Los dominios austríacos de Maximiliano fueron heredados por su nieto menor, Fernando I mientras que el nieto mayor Carlos V retuvo el título de emperador del Sacro Imperio Romano Germánico. Ambos mantuvieron estrechas relaciones con los Fugger, permitiendo el desarrollo de las actividades de Fuggerau. Notablemente, con el sector del cobre dividido entre facciones proFugger y antiFugger dado su elevada cuota de mercado, Carlos V protegió las operaciones de los Fugger de medidas antimonopolio solicitadas por sus competidores y las ciudades imperiales. Fernando, mientras, no solo heredó los estados vecinos al Fuggerau, sino que tras lograr la corona del reino de Hungría en 1526 (en pugna con Juan I Zápolya), pasó a controlar las minas de cobre de las que se abastecía el complejo. 

### Declive
En 1537, Gastel Fugger del Gamo era factor. En 1541 la fábrica de Fuggerau fue parte de las fundiciones de los Fugger que lograron pedidos para reconstruir la artillería habsburgo tras las pérdidas del sitio de Buda.

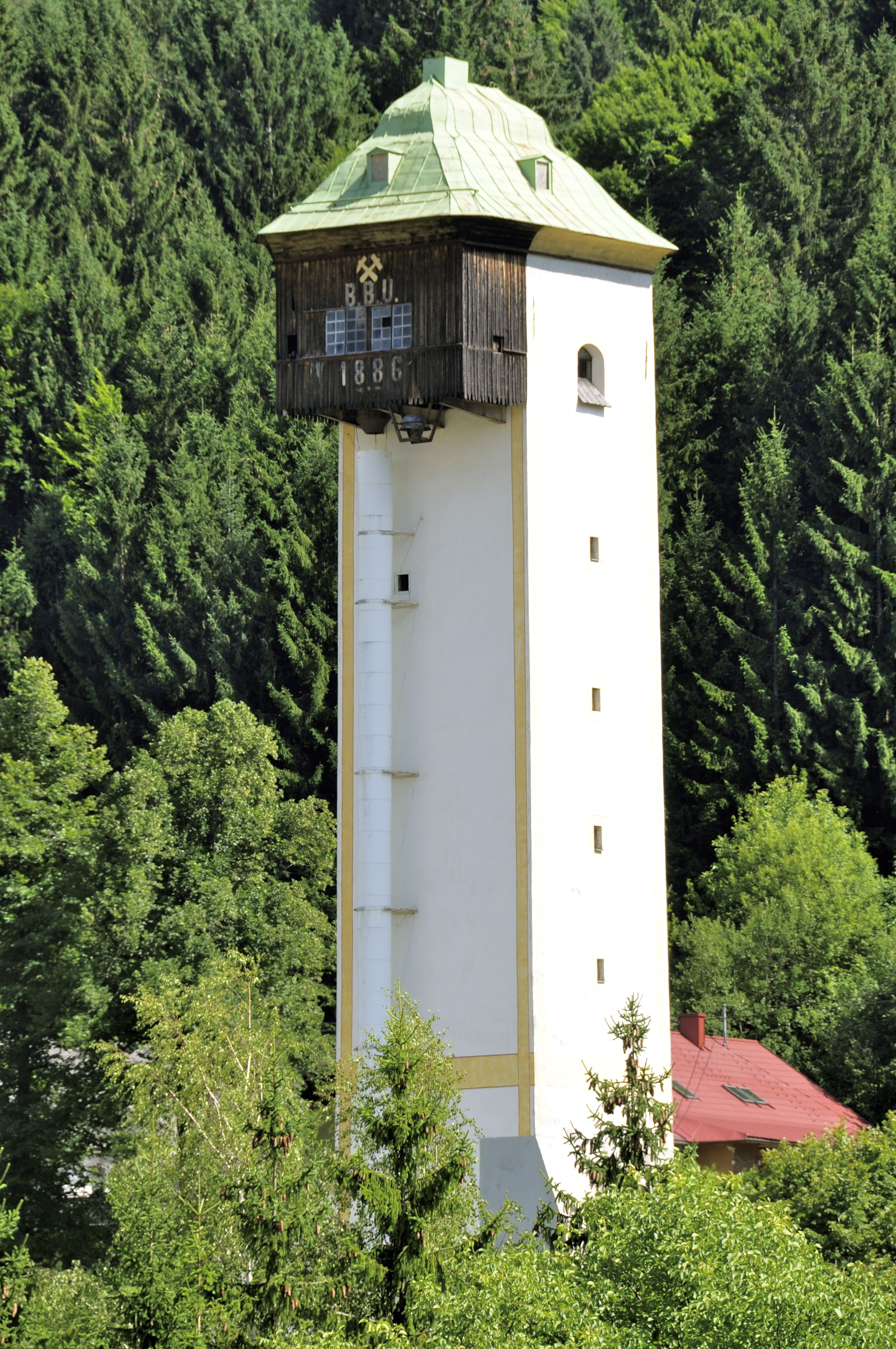
Schrottturm Gailitz, en el Fuggerau

En 1547 los Fugger se retiraron de la minería húngara. Restringido al uso únicamente de minerales locales, la importancia de Fuggerau decayó. Es por eso que los hermanos Marx y Hans Fugger vendieron en 1570 Fuggerau, con todas sus propiedades, sistema, derechos, y mobiliario, al monasterio entonces regido por el abad Petrus von Arnoldstein a cambio 2.500 florines. Con el abandono de los edificios, el nombre Fuggerau también desapareció de la conciencia de la población. Una de las últimas vista de las ruinas se preservó gracias a un grabado de Valvasor de 1688.
En 1814 se construyó la Schrotturm Gailitz sobre los restos de la muralla. Un segundo edificio de 1830 siguió en funcionamiento hasta 1974 y todavía se conserva en la actualidad.